# فهد الزهرانی
فهد الزهرانی (انگلیسی: Fahad Al-Zahrani؛ زادهٔ ۲ فوریهٔ ۱۹۷۹) یک ورزشکار اهل عربستان سعودی است.
از باشگاه‌هایی که در آن بازی کرده‌است می‌توان به باشگاه فوتبال الانصار عربستان سعودی، باشگاه فوتبال الفتح عربستان سعودی، باشگاه فوتبال النصر عربستان سعودی، و باشگاه فوتبال الاهلی عربستان سعودی، باشگاه فوتبال النصر عربستان سعودی، و تیم ملی فوتبال عربستان سعودی اشاره کرد.
وی همچنین در تیم ملی فوتبال عربستان سعودی بازی کرده است.